# Beata Sokołowska-Kulesza

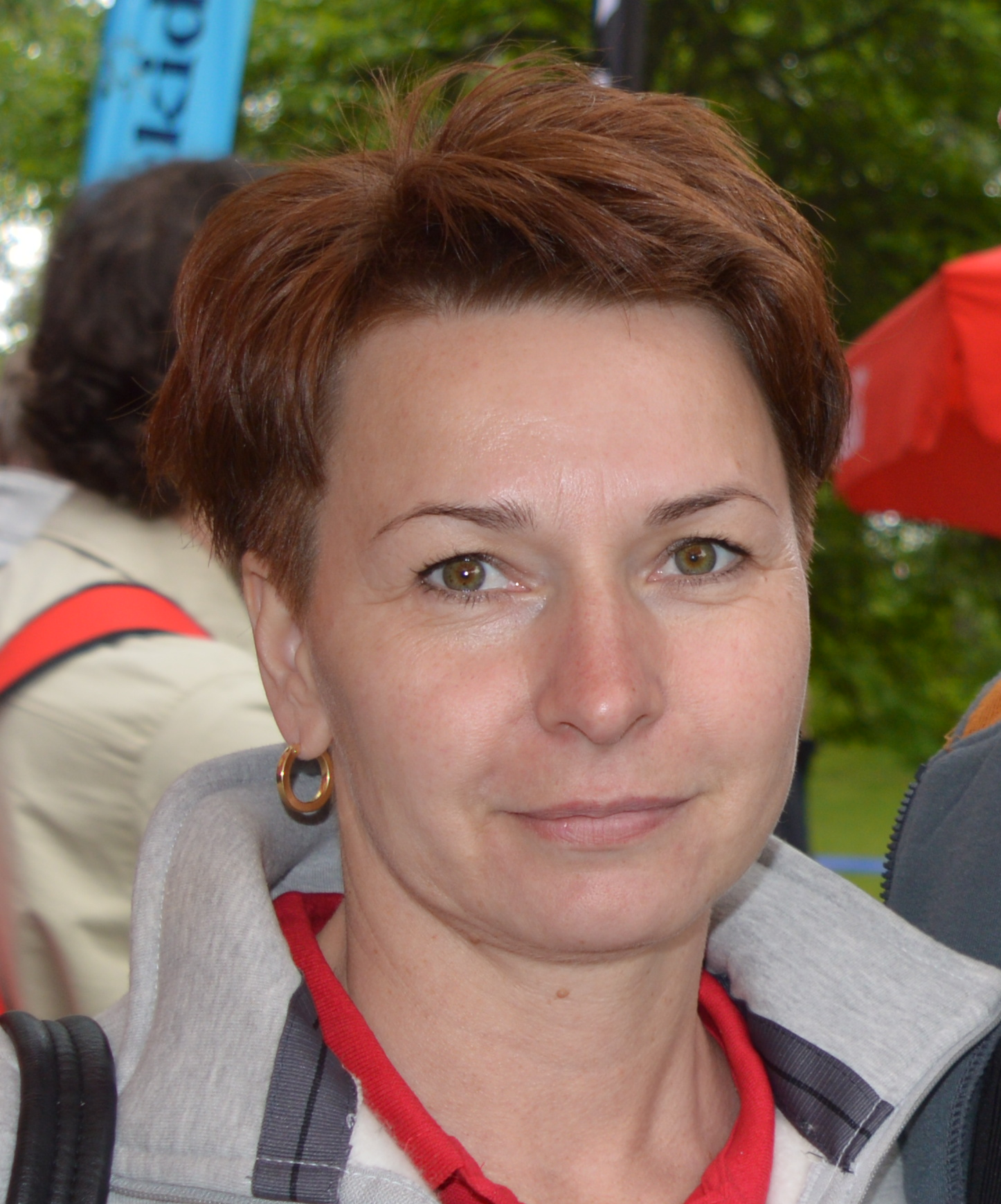

Beata Sokołowska-Kulesza (Gorzów Wielkopolski, Lubúsquia, 10 de janeiro de 1974) é uma ex-canoísta de velocidade polaca na modalidade de canoagem.

## Carreira
Foi vencedora das medalhas de bronze em K-2 500 m em Sydney 2000 e em Atenas 2004, junto com a sua colega de equipa Aneta Konieczna.